# Otmar von St. Gallen
Otmar von St. Gallen (auch Othmar und Audomar; * um 689, vermutlich in der Umgebung von St. Gallen; † 16. November 759 auf der Insel Werd in Eschenz bei Stein am Rhein) war ein alemannischer Priester. Er war ein bedeutender Abt des Klosters St. Gallen, das er ab 719 reorganisierte. Er wurde 864 durch den Konstanzer Bischof Salomo I. heiliggesprochen; sein liturgischer Gedenktag ist der 16. November.

## Leben

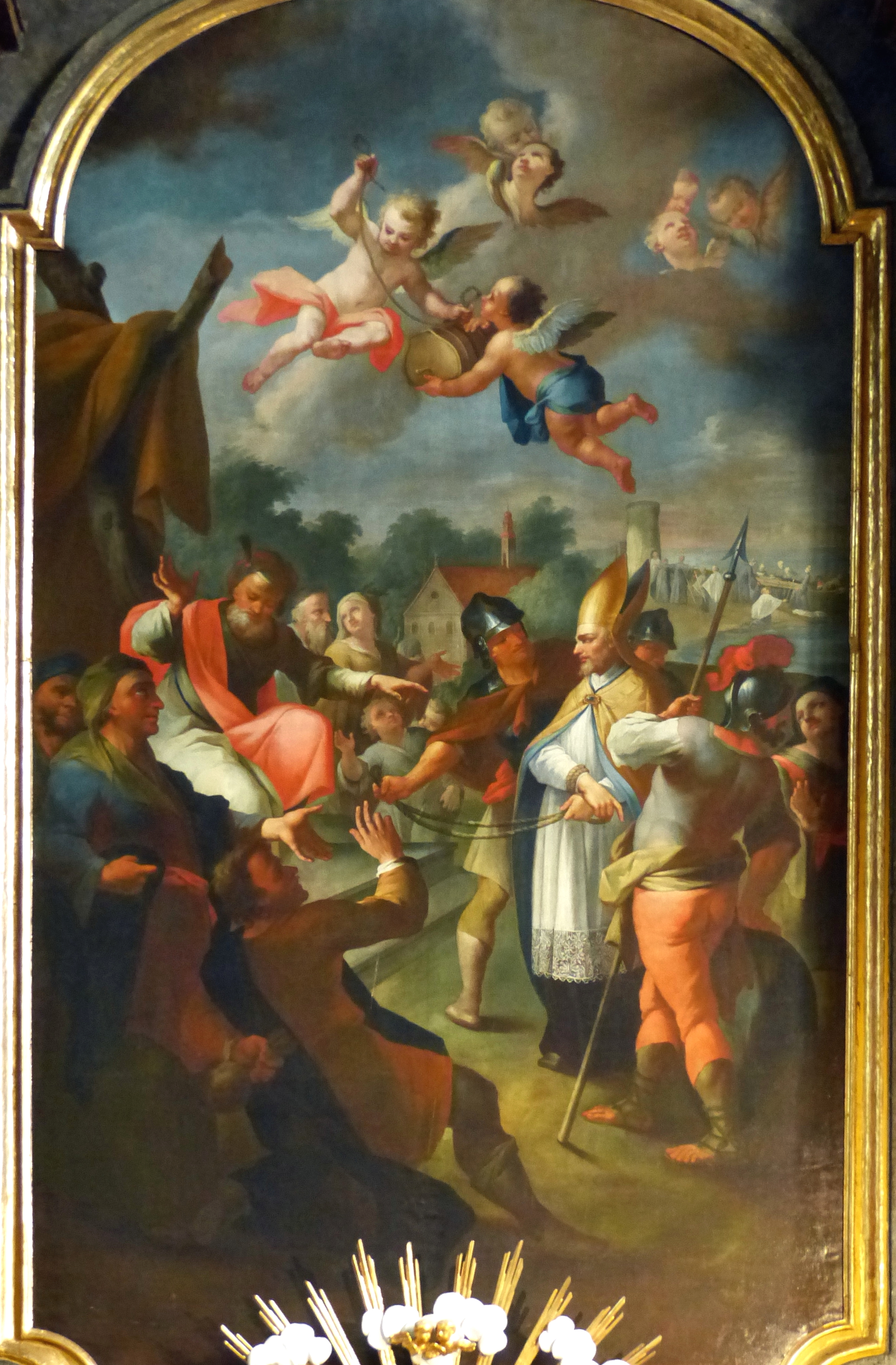
Martyrium des heiligen Otmar (1760), Pfarrkirche Mödling (Niederösterreich)

Otmar war von alamannischer Herkunft. Er absolvierte seine Priesterausbildung in Chur und wahrscheinlich betreute er dort zunächst eine Florinenkirche. Sein hervorragender Ruf war für Waltram von Thurgau der Grund, Otmar mit der Aufsicht über die im Jahr 612 vom heiligen Gallus begründete Mönchsgemeinschaft zu betrauen, aus der sich das Kloster St. Gallen entwickelte. Das Grab von Gallus war wiederholt überfallen und ausgeraubt worden und vom Verfall bedroht. Otmar organisierte die religiöse Siedlung grundlegend neu, sicherte ihren Bestand und stellte die klösterliche Lebensweise auf eine neue Basis. Er war nicht der Gründer der Abtei St. Gallen, weil bereits die Gründung von Gallus um 612 eine mindestens regional ausstrahlende Mönchsgemeinschaft gewesen war, aber er hat das Leben dieser Mönchsgemeinschaft neu belebt und auf eine sichere Grundlage gestellt. Es wurde eine erste steinerne Kirche errichtet.
Nach dem Blutgericht zu Cannstatt durch den fränkischen Hausmeier Karlmann im Jahr 746 gerieten die Reste alamannischer Eigenständigkeit unter den zunehmenden Druck fränkisch-karolingischer Interessen und wurden immer weiter zurückgedrängt. So gerieten auch das Kloster St. Gallen und der von dem Majordomus Karl Martell als erster Abt des Klosters eingesetzte Otmar, als dem alamannischen Bereich zugehörend, in die Auseinandersetzung. Im Jahr 747 wurde auf Karlmanns und Pippins Druck hin von Otmar in St. Gallen die Regula Benedicti (Benediktinerregel) eingeführt, was der Durchsetzung der karolingischen Strategie der Vereinheitlichung der Reichskirche auf klösterlicher Ebene entsprach. Da Otmar sich dem fügte, wurde das Kloster im Gegenzug durch Landschenkungen belohnt.
Trotz der Spannungen zwischen Karolingern und Alamannen erlebte das Kloster unter Otmar eine Blüte. Nach innen war ihm sehr am geistlichen Leben der Mönche gelegen, nach außen widmete er sich vor allem der Pflege von Kranken und Armen. Otmar organisierte dazu jeweils die passende Infrastruktur: So ließ er eine Armenherberge errichten und ein Siechenhaus für unheilbar Kranke und von der Gemeinschaft ausgestossene Aussätzige, das medizingeschichtliche Bedeutung als älteste Einrichtung dieser Art in der Schweiz hat. Otmar widmete sich daneben ebenso der praktischen Umsetzung: Ihm war die direkte menschliche Begegnung mit den Armen ebenso ein Anliegen, wie er auch die Kranken, laut Walahfrid Strabo
insbesondere lepröse, persönlich pflegte. Zwischen 720 und 759 ließ Otmar außerhalb der Klostergrenzen ein hospitiolum für die Aussätzigen erbauen. Von einem Mönch namens Keros, der im 8. Jahrhundert unter dem Otmar im Kloster St. Gallen tätig war, stammt eine Handschrift des 8. oder 9. Jahrhunderts (Kleros’ Benediktinerregel), in der auch die Pflege der kranken Brüder abgehandelt wird.
Wahrscheinlich resultierte aus diesen karitativen Werken Otmars bzw. des Klosters eine erhebliche (alamannische) Volksverbundenheit. Diese, zusammen mit der Selbständigkeit des Klosters, erregte bei den im Zuge der fränkisch-alamannischen Auseinandersetzung eingesetzten fränkischen Grafen Warin und Ruthard zunehmend Missfallen, das sich in Landbesitzstreitigkeiten zwischen den Grafen und dem Kloster manifestierte. Hinzu traten Spannungen aufgrund der Herrschaftsansprüche des Bischofs, Sidonius von Konstanz, der St. Gallen als Eigenkloster seinem Bistum unterstellen wollte. Diese Konflikte führten 759 schließlich zur Gefangennahme Otmars. Er wurde unter einer üblichen falschen Anklage (Sittlichkeitsverbrechen, Ehebruch) vor Gericht gestellt und zum Tode durch Verhungern in der Königspfalz in Bodman verurteilt. Die Strafe wurde abgemildert und Otmar danach auf der Insel Werd in Gewahrsam gehalten. Dort starb Otmar noch im selben Jahr, am 16. November 759.

## Nachwirkung

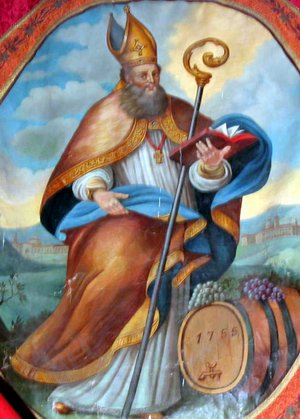
Der heilige Otmar (mit Abtsstab und Weinfässchen) auf der Zunftfahne der Weinhauer von Mödling (1755)

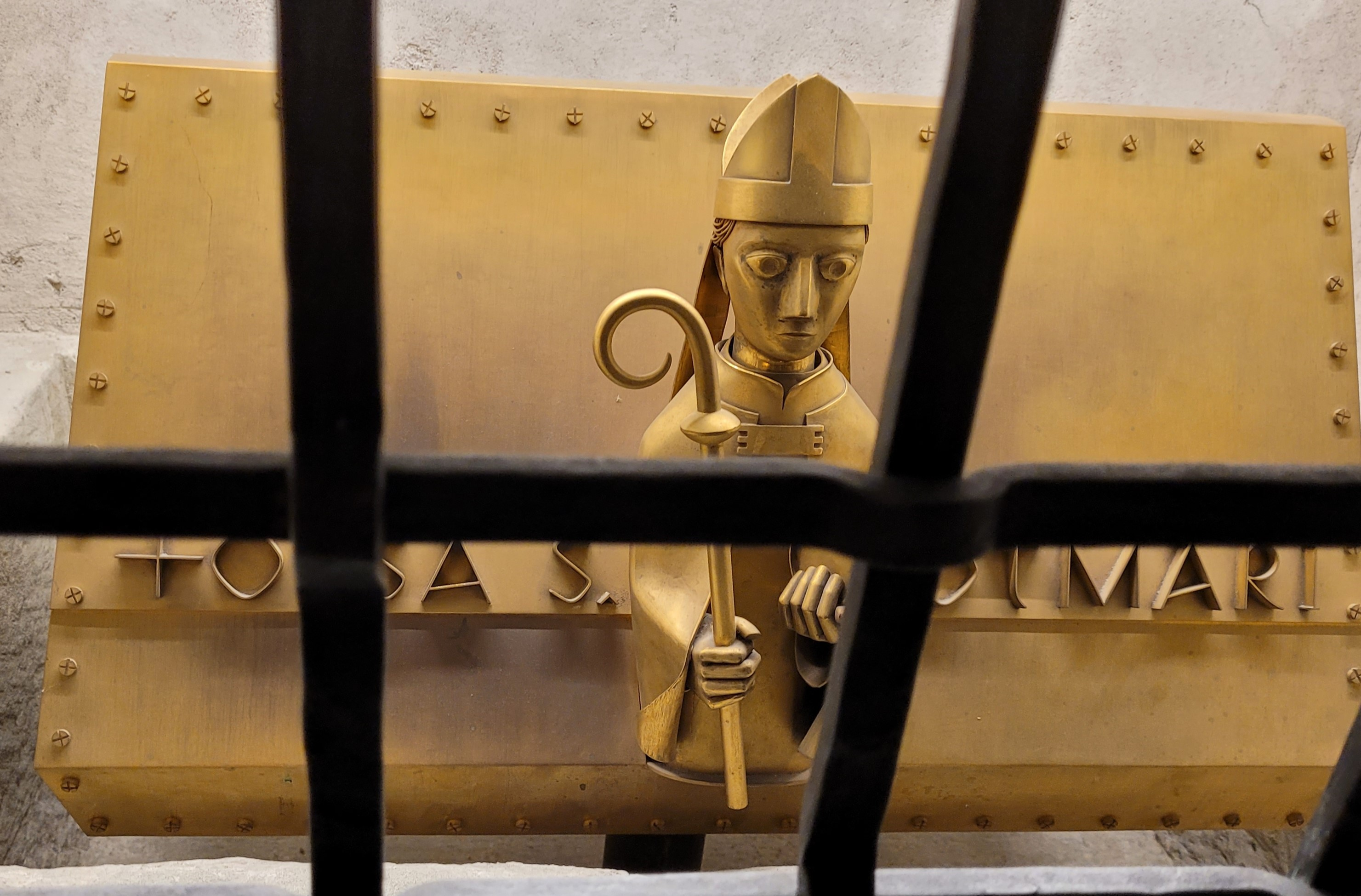
Grabstätte des hl. Otmars in dessen Krypta der Stiftskirche St. Gallen

Otmar wurde rund 100 Jahre nach seinem Tod heiliggesprochen. Im Bistum St. Gallen gilt Otmar als gleichgestellter Patronus aeque principalis.
Theologiegeschichtlich kann Otmar als ein Vorgänger der Ordensbewegungen des 12. und 13. Jahrhunderts gesehen werden, die in ihrer Praxis die Verkündigung des Evangeliums, eigenes Leben in Armut, Armenhilfe und allgemeine Sorge um das einfache Volk verbanden. Nicht zufällig sind es Franziskaner (OFM), die heutzutage im ursprünglich benediktinischen Kloster Werd auf der gleichnamigen Insel das Otmarheiligtum mit einer kleinen Kapelle betreuen.
In künstlerischen Darstellungen wird Otmar als benediktinischer Abt mit Stab und einem Weinfässchen abgebildet. Das Weinfässchen hat seinen Hintergrund in der Legende über die Überführung seines Leichnams zehn Jahre nach seinem Tod, bei der ein Sturm dem Boot nichts hätte anhaben können, und die Pilgerflasche mit Wein nicht leer wurde. Nach einer anderen Legende wurde Otmars Fässchen nicht leer, egal wie viel er mit den Armen teilte oder selbst daraus trank.

## Namensträger
Berühmte Namensträger findet man unter Otmar. Kirchen mit dem Patrozinium St. Ot(h)mar sind in Othmarkirche aufgelistet.
Der Sportverein TSV St. Otmar St. Gallen ist ebenso nach ihm benannt, wie der österreichische Fußballverein SC Othmar III aus Wien.
Der Name Ott geht auf ihn zurück. Im 13. bzw. 14. Jahrhundert wurde aus Othmar zuerst Oth später dann Ott.
Die Orte Ottmarsheim, Ortsteil von Besigheim, Ottmarsfeld, Ortsteil von Höttingen und das französische Ottmarsheim sollen auf seinen Namen zurückzuführen sein.